# توت (دورود)
توت (دورود)، روستایی از توابع بخش مرکزی شهرستان دورود در استان لرستان ایران است.

## جمعیت
این روستا در دهستان دورود قرار دارد و براساس سرشماری مرکز آمار ایران در سال ۱۳۸۵، جمعیت آن ۲۸۸ نفر (۵۹خانوار) بوده‌است.
مردم این روستا از طایفه قائدرحمت می باشند.